# Jessika Muscat
Jessika Muscat (født 27. februar 1989 i Mosta, Malta), mere kendt som Jessika er en maltesisk sanger og skuespillerinde. Hun repræsenterede San Marino i Eurovision Song Contest 2018 i Lissabon, Portugal, med sangen "Who We Are" sammen med Jenifer Brening. Hun havde tidligere forsøgt at repræsentere hendes hjemland hvert år fra 2009 til 2016 og i Junior Eurovision Song Contest 2004 med sangen "Precious Time". Som skuespillerinde spiller hun karakteren Emma i den daglige maltesiske sæbeopera Ħbieb u Għedewwa.